# San Giacomo di Rialto

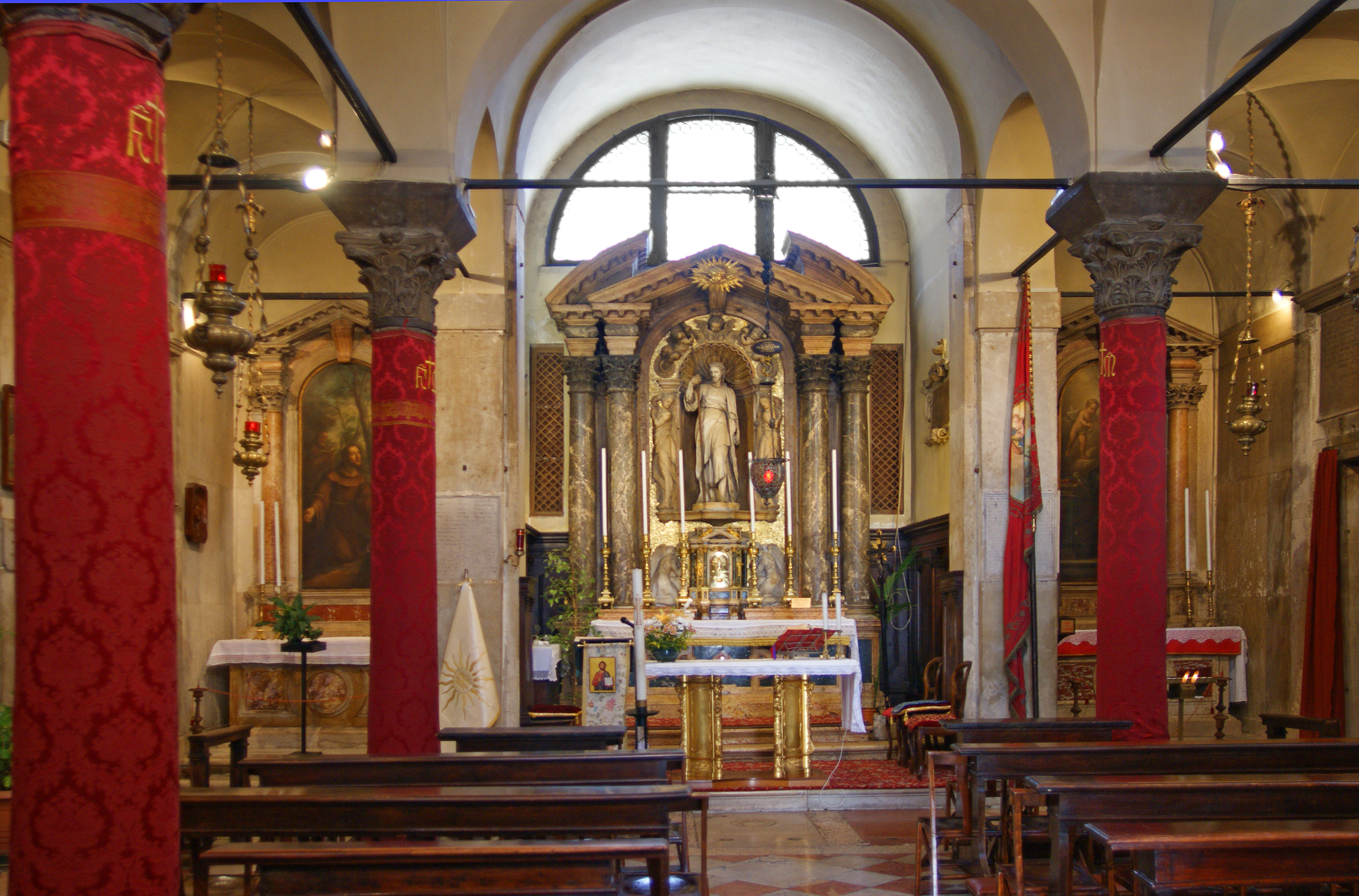
Het interieur van San Giacomo di Rialto

San Giacomo di Rialto is een kerk in de sestiere San Polo in Venetië. De kerk is de oudste kerk in de stad, gebouwd in het jaar 421. Begin 16e eeuw doorstond het gebouw een brand in de wijk Rialto. Boven de ingang heeft de kerk een grote 15de-eeuwse klok, wat handig was voor het Venetiaanse zakendistrict. De klok heeft een wijzerplaat van 24 in plaats van de gebruikelijker 12 uur.
De kerk staat afgebeeld op een veduta van Canaletto.

## Referentie
1. ↑  Veduta van Canaletto (olieverf op doek)